# 毛骨悚然撞鬼現場
《詛咒新聞快報2405 我的真正死因》（呪報2405 ワタシが死ぬ理由），為2012年7月12日至9月27日止、每週五深夜1：00～1：30於關西電視台的深夜時段頻道Drama NEXT播放的日本恐怖連續劇，全劇共12集，由前早安少女組團員高橋愛主演。
台灣緯來日本台以《毛骨悚然撞鬼現場》的節目名稱，於2013年8月19日起，每晚10點至12點播出。

## 電視劇版

### 劇情概要
每集從「NEWS FACT」電視主播澤渡夏花播報的新聞快報開始，瞬間畫面扭曲，原本播報意外死亡事件的新聞，變為謎樣的節目「這個女孩的真正死因」，節目內容中所公佈的死因，都與靈異事件有關。換句話說，事件的真相只在這個「節目」才看的到…

### 登場人物

#### 電視主播
- 澤渡夏花（NEWS FACT新聞主播）：高橋愛

#### 第1集
- 悠木萌（三乃喜小學畢業生）：杉本有美
- 登川里美（萌的同班同學）：大出菜菜子
- 安奈（三乃喜小學畢業生）：小浦愛
- 百合繪（三乃喜小學畢業生）：稻富菜穂
- 雄介（三乃喜小學畢業生、班級委員長）：山本鷹也

#### 第2集
- 東美咲（聖盧爾德女子大學2年級學生）：高田里穗
- 須藤有香（美咲的朋友）：大倉梓
- 中山理緒（美咲的朋友）：今西彩

#### 第3～4集
- 林紗江（貝魯梭那公司宣傳部）：飛鳥凛
- 岩崎奈保（貝魯梭那公司開發部）：海老瀬春
- 小田中聰（貝魯梭那公司開發部）：井之上Charu
- 米村（貝魯梭那公司開發部）：中川晴樹

#### 第5集
- 野澤圓／野澤和：森田涼花（配音：宮川麻耶）
- ANOTHER LIFE（小圓所屬的偶像團體）：Pizza Yah!（YUKA、伊藤綾美、宮崎梨緒、西永京子、荻野加奈）

#### 第6集
- 岩崎唯（瑞穗的朋友）：入矢麻衣
- 渡邊瑞穂（山本的知心好友）：赤松悠實
- 山本晃（廢墟探訪動畫投稿者）：諏訪雅
- 戶川正昭（城成警察署巡査長）：白井哲也

#### 第7～8集
- 遠野真美（女子大學生）：村上東奈
- 大濱里香（真美的朋友）：御秒奈奈
- 河内洋子（真美的朋友）：田中梨奈（JK21）
- 宮本小百合（真美的朋友）：須田琴子
- 羽香（真美的朋友）：齊藤雪乃
- 光（遭受大久保家虐待的女孩子）：二宮星

#### 第9集
- 田沼由梨繪（香織的同居室友）：前田希美
- 白石香織（粉領族）：近藤夏子

#### 第10集
- 結城菜帆（有靈異體質的女子大學生）：岡本杏理
- 落合雄也（菜帆的未婚夫）：中岡優介

#### 第11集～完結篇
- 澤渡春花（夏花的妹妹）：須藤茉麻（Berryz工房）
- 神山鏡子（兎我田村婦女家暴事件被害人）：寺下怜見
- 神山雄一（鏡子的父親、上班族）：藤本幸廣
- 戸田洋介（在兎我田村的森林死亡的男子）：田中之尚
- 未散（春花的朋友）：澤田祐衣（第11集）
- 木村由加里（NEWS FACT新任主播）：高橋真理恵（關西電視台主播）（完結篇）

### 製作群
- 劇本：田中江里夏、升本九八、三谷昌登
- 構想／劇本：山田知一
- 音樂：松原憲（SUPA LOVE）
- 導演：高山浩兒、竹本聰志（MEDIA PULPO Co.,Ltd.）
- 副導演：大畑拓也（東通企劃）、瑠東東一郎（MEDIA PULPO Co.,Ltd.）
- 助理導演：加藤俊介（MEDIA PULPO Co.,Ltd.）
- 助理導演：諸正義彦、髙野有里、堀江拓真、兒玉優平
- 音響效果：萩原隆之
- 字幕：川角論志、兵頭和也、小川萌
- 特效字幕：北昌規
- 標題設計：登川直
- 特殊化妝：仲谷進、西村美希、布野慶一、森繼
- 特殊攝影：森本一範
- 動作指導：小林雅子（倉田宣傳）、麥特奥井
- 製作人：野村亙、谷口俊哉、若松雅也、神山明子（MEDIA PULPO Co.,Ltd.）
- AP：武市暢 、角田忍（MEDIA PULPO Co.,Ltd.）
- 協助：東通企劃
- 製作協助：MEDIA PULPO Co.,Ltd.
- 製作：關西電視台

### 主題曲
- 紅色公園「のぞき穴」（窺視孔）（日本EMI音樂）

### 收視率
| 各集   | 播出日期（關西電視台） | 標題（中譯）                                                | 劇本       | 導演       |
| ------ | ---------------------- | ----------------------------------------------------------- | ---------- | ---------- |
| 第1集  | 2012年7月12日          | （溺水身亡同學的真正死因…）                                 | 田中江里夏 | 瑠東東一郎 |
| 第2集  | 2012年7月19日          | （身亡的朋友遺留的恐怖電腦…）                               | 田中江里夏 | 高山浩兒   |
| 第3集  | 2012年7月26日          | （攜帶型相機裡潛藏著女性的怨念及嫉妒）                      | 升本九八   | 竹本聰志   |
| 第4集  | 2012年8月2日           | （因嫉妒而陷入瘋狂的奈保被靈魂附身）                        | 升本九八   | 竹本聰志   |
| 第5集  | 2012年8月9日           | （偶像退出演藝圈的真相）                                    | 三谷昌登   | 大畑拓也   |
| 第6集  | 2012年8月16日          | （被亡靈佔據的「禁止外人進入的心靈道場」）                  | 田中江里夏 | 加藤俊介   |
| 第7集  | 2012年8月23日          | （死亡「捉迷藏」遊戲就在今天開始…）                         | 升本九八   | 瑠東東一郎 |
| 第8集  | 2012年8月30日          | （與少女玩「捉迷藏」遊戲的有1人，另外成為犧牲者的那1人是…） | 升本九八   | 瑠東東一郎 |
| 第9集  | 2012年9月6日           | （成為密室的電梯中，被染血的女子襲擊的2人恐怖事件）         | 升本九八   | 竹本聰志   |
| 第10集 | 2012年9月13日          | （被未婚夫殺害的女性所送達的謎樣DVD…）                      | 田中江里夏 | 大畑拓也   |
| 第11集 | 2012年9月20日          | （為了保護姐姐夏花.....妹妹春香深陷在「恐怖」意念之中）     | 田中江里夏 | 高山浩兒   |
| 完結篇 | 2012年9月27日          | （「新聞無法完整的播報…」怨恨夏花的靈異詛咒）               | 田中江里夏 | 高山浩兒   |

## 電影版
同名電影2013年12月21日於日本上映。由瑠東東一郎執導，由前AKB48團員增田有華主演。

### 電影版演員
- 北川玲花（「NEWS FACT」主播）：增田有華
- 楊原京子
- 二宮星
- 唐渡亮
- 丸高愛實
- 井之上夏爾
- 高見心
- 紅萬子（特別演出）
- 尾崎奈奈
- 桃香

### 電影版製作群
- 導演：瑠東東一郎
- 製作：野田利昌、田中總一郎、貝津幸典
- 製作人：若松雅也、増田幸一郎
- 原案：山田知一
- 劇本：田中江里夏
- 攝影：日淺宏一
- 燈光：大石龍也
- 影像：松岡泰助
- 美術：村上雅彦
- 音樂：松原憲
- 編輯：岩佐周吾
- 助理導演：加藤俊介
- 主題曲：紅色公園「ひつじ屋さん」（EMI Records Japan）
- 宣傳：Argo Pictures
- 製作公司：MEDIA PULPO Co.,Ltd.
- 發行：日本出版販賣

## 外部連結
- 緯來日本台官方網站 （页面存档备份，存于）
- 電影版官方網站

| 日本關西電視台深夜時段頻道 Drama NEXT 每週五深夜1:00至1:30 | 日本關西電視台深夜時段頻道 Drama NEXT 每週五深夜1:00至1:30 | 日本關西電視台深夜時段頻道 Drama NEXT 每週五深夜1:00至1:30 |
| ---------------------------------------------------------- | ---------------------------------------------------------- | ---------------------------------------------------------- |
|                                                            | 詛咒新聞快報2405 我的真正死因 （2012.7.1 - 2012.9.27）     |                                                            |
| 神話戰士十億宙斯 （2012.4.5 - 2012.6.28）                  | Pillow Talk （2012.10.4 - 2012.12.20）                     |                                                            |

| 台灣 緯來日本台 週一至五晚間11:00至12:00 （10-11點前一天重撥前兩集，11-12點一天撥最新兩集） | 台灣 緯來日本台 週一至五晚間11:00至12:00 （10-11點前一天重撥前兩集，11-12點一天撥最新兩集） | 台灣 緯來日本台 週一至五晚間11:00至12:00 （10-11點前一天重撥前兩集，11-12點一天撥最新兩集） |
| ------------------------------------------------------------------------------------------- | ------------------------------------------------------------------------------------------- | ------------------------------------------------------------------------------------------- |
|                                                                                             | 骨悚然撞鬼現場 （2013.08.16 - 2013.08.26）                                                  |                                                                                             |
| 毛骨悚然撞鬼之夜 （2013.08.12 - 2013.08.15）                                                  | 超能力事件簿 （2013.08.27 - 2013.09.03）                                                      |                                                                                             |